# Liste der Träger des Nationalpreises der DDR III. Klasse für Kunst und Literatur (1970–1979)
Diese Liste stellt die Träger des Nationalpreises der DDR III. Klasse für Kunst und Literatur in den Jahren 1970 bis 1979 dar. Zu den anderen Jahrzehnten und Stufen siehe die Liste der Träger des Nationalpreises der DDR.

## Liste
| Auflistung nach Jahren                            |
| 1970 1971 1972 1973 1974 1975 1976 1977 1978 1979 |

| Jahr | Preisträger | Preisträger | Verleihungsgrund | Anmerkung |
| --- | --- | --- | --- | --------- |
| 1970 ↑ | | | |           |
| Schöpferkollektiv des Films Unterwegs zu Lenin                                                                                | Schöpferkollektiv des Films Unterwegs zu Lenin                                                                                     | für seinen Anteil an dem Film Unterwegs zu Lenin, der in Coproduktion mit der Sowjetunion zum ersten Mal in der sozialistischen deutschen Filmkunst dem Genius der Revolution W. I. Lenin mit seinem Werk überzeugende Gestalt gibt     | |           |
| Helmut Baierl | Autor beim DEFA-Studio für Spielfilme                                                                                              | für seinen Anteil an dem Film Unterwegs zu Lenin, der in Coproduktion mit der Sowjetunion zum ersten Mal in der sozialistischen deutschen Filmkunst dem Genius der Revolution W. I. Lenin mit seinem Werk überzeugende Gestalt gibt     | |           |
| Günter Reisch | Regisseur beim DEFA-Studio für Spielfilme                                                                                          | für seinen Anteil an dem Film Unterwegs zu Lenin, der in Coproduktion mit der Sowjetunion zum ersten Mal in der sozialistischen deutschen Filmkunst dem Genius der Revolution W. I. Lenin mit seinem Werk überzeugende Gestalt gibt     | |           |
| Herbert Fischer | dramaturgischer Berater beim DEFA-Studio für Spielfilme                                                                            | für seinen Anteil an dem Film Unterwegs zu Lenin, der in Coproduktion mit der Sowjetunion zum ersten Mal in der sozialistischen deutschen Filmkunst dem Genius der Revolution W. I. Lenin mit seinem Werk überzeugende Gestalt gibt     | |           |
| Jewgeni Gabrilowitsch | sowjetischer Co-Autor | für seinen Anteil an dem Film Unterwegs zu Lenin, der in Coproduktion mit der Sowjetunion zum ersten Mal in der sozialistischen deutschen Filmkunst dem Genius der Revolution W. I. Lenin mit seinem Werk überzeugende Gestalt gibt     | |           |
| Jürgen Brauer | Kameramann beim DEFA-Studio für Spielfilme                                                                                         | für seinen Anteil an dem Film Unterwegs zu Lenin, der in Coproduktion mit der Sowjetunion zum ersten Mal in der sozialistischen deutschen Filmkunst dem Genius der Revolution W. I. Lenin mit seinem Werk überzeugende Gestalt gibt     | |           |
| Schöpferkollektiv des Fernsehfilms Ich – Axel Cäsar Springer                                                                  | Schöpferkollektiv des Fernsehfilms Ich – Axel Cäsar Springer                                                                       | für seinen Anteil an dem Film Ich – Axel Cäsar Springer, der massenwirksam das Wesen des staatsmonopolistischen Systems in Westdeutschland aufdeckt                                                                                     | |           |
| Horst Drinda | Schauspieler am Deutschen Theater Berlin                                                                                           | für seinen Anteil an dem Film Ich – Axel Cäsar Springer, der massenwirksam das Wesen des staatsmonopolistischen Systems in Westdeutschland aufdeckt                                                                                     | |           |
| Karl Georg Egel | Schriftsteller beim Deutschen Fernsehfunk                                                                                          | für seinen Anteil an dem Film Ich – Axel Cäsar Springer, der massenwirksam das Wesen des staatsmonopolistischen Systems in Westdeutschland aufdeckt                                                                                     | |           |
| Hans-Georg Kohlus | Dramaturg beim Deutschen Fernsehfunk                                                                                               | für seinen Anteil an dem Film Ich – Axel Cäsar Springer, der massenwirksam das Wesen des staatsmonopolistischen Systems in Westdeutschland aufdeckt                                                                                     | |           |
| Achim Hübner | Regisseur beim Deutschen Fernsehfunk                                                                                               | für seinen Anteil an dem Film Ich – Axel Cäsar Springer, der massenwirksam das Wesen des staatsmonopolistischen Systems in Westdeutschland aufdeckt                                                                                     | |           |
| Heinz Scholz | Schauspieler am Maxim-Gorki-Theater Berlin                                                                                         | für seinen Anteil an dem Film Ich – Axel Cäsar Springer, der massenwirksam das Wesen des staatsmonopolistischen Systems in Westdeutschland aufdeckt                                                                                     | |           |
| Gruppe künstlerischer Leiter des bildnerischen Volksschaffens                                                                 | Gruppe künstlerischer Leiter des bildnerischen Volksschaffens                                                                      | für ihre Schrittmacherleistungen in der künstlerischen Leitung des bildnerischen Volksschaffens in der DDR | |           |
| Bernhard Franke | Leiter des Zirkels für bildnerisches Volksschaffen im Chemiekombinat Bitterfeld, Werk Wolfen                                       | für ihre Schrittmacherleistungen in der künstlerischen Leitung des bildnerischen Volksschaffens in der DDR | |           |
| Walter Dötsch | Leiter des Zirkels für bildnerisches Volksschaffen im Chemiekombinat Bitterfeld                                                    | für ihre Schrittmacherleistungen in der künstlerischen Leitung des bildnerischen Volksschaffens in der DDR | |           |
| Rosso Majores | Leiter des Zirkels für bildnerisches Volksschaffen im Kombinat Robotron Dresden                                                    | für ihre Schrittmacherleistungen in der künstlerischen Leitung des bildnerischen Volksschaffens in der DDR | |           |
| Kurt Hanf | Leiter der Förderklasse für Malerei und Grafik des Bezirkskabinetts für Kulturarbeit Gera                                          | für ihre Schrittmacherleistungen in der künstlerischen Leitung des bildnerischen Volksschaffens in der DDR | |           |
| Lothar Weber | Leiter des Zirkels für Malerei und Grafik des VE Wohnungsbaukombinats Neubrandenburg                                               | für ihre Schrittmacherleistungen in der künstlerischen Leitung des bildnerischen Volksschaffens in der DDR | |           |
| Wolfgang Speer | Leiter des Grafikzentrums Berlin-Pankow                                                                                            | für ihre Schrittmacherleistungen in der künstlerischen Leitung des bildnerischen Volksschaffens in der DDR | |           |
| Suske-Quartett der Deutschen Staatsoper Berlin                                                                                | Suske-Quartett der Deutschen Staatsoper Berlin                                                                                     | für seinen Anteil an der meisterhaften Interpretation von Werken des nationalen Kulturerbes und des sozialistischen Musikschaffens der DDR                                                                                              | |           |
| Karl Suske | Geiger, Konzertmeister | für seinen Anteil an der meisterhaften Interpretation von Werken des nationalen Kulturerbes und des sozialistischen Musikschaffens der DDR                                                                                              | |           |
| Klaus Peters | Geiger | für seinen Anteil an der meisterhaften Interpretation von Werken des nationalen Kulturerbes und des sozialistischen Musikschaffens der DDR                                                                                              | |           |
| Karl-Heinz Dommus | Bratscher | für seinen Anteil an der meisterhaften Interpretation von Werken des nationalen Kulturerbes und des sozialistischen Musikschaffens der DDR                                                                                              | |           |
| Matthias Pfaender | Cellist | für seinen Anteil an der meisterhaften Interpretation von Werken des nationalen Kulturerbes und des sozialistischen Musikschaffens der DDR                                                                                              | |           |
| Elisabeth Breul | Kammersängerin an den Städtischen Theatern Leipzig                                                                                 | für ihr künstlerisches Wirken als Kammersängerin in Theater, Konzert, Rundfunk und Fernsehen | |           |
| Günther Deicke | Schriftsteller | für sein vielseitiges literarisches Schaffen, insbesondere für seine Verdienste um die Entwicklung einer volkstümlichen sozialistischen Lyrik und die Förderung der Musikdramatik                                                       | |           |
| Fritz Geißler | Dozent für Komposition an den Musikhochschulen Leipzig und Dresden                                                                 | für sein vielseitiges kompositorisches Schaffen, insbesondere für seine 5. Sinfonie | |           |
| Robert Hanell | Chefdirigent des Großen Orchesters des Deutschlandsenders                                                                          | für seine bedeutenden künstlerischen Leistungen als Dirigent und Komponist, mit denen er besonders das Gebiet der Unterhaltungsmusik bereichert und gefördert hat                                                                       | |           |
| Joachim Herz | Operndirektor der Städtischen Theater Leipzig                                                                                      | für seine bedeutende Arbeit als Opernregisseur, die dem Musiktheaterschaffen der DDR großes Ansehen im In- und Ausland gebracht hat | |           |
| Armin Münch | Grafiker | für sein sozialistisch-realistisches grafisches Schaffen bei der Gestaltung des sozialistischen Menschenbildes | |           |
| Lissy Tempelhof | Schauspielerin am Deutschen Theater Berlin                                                                                         | für ihre schauspielerische Gestaltung einer Vielzahl von publikumswirksamen Frauengestalten, die zur Bereicherung des sozialistischen Menschenbildes geführt haben                                                                      | |           |
| 1971 ↑ | | | |           |
| Kollektiv des Aufbau-Verlags Berlin und Weimar                                                                                | Kollektiv des Aufbau-Verlags Berlin und Weimar                                                                                     | für beispielhafte verlegerisch-schöpferische Leistungen bei der Entwicklung und Herausgabe von Editionen der sozialistischen deutschen Nationalliteratur unter Einbeziehung des progressiven humanistischen Erbes der deutschen Klassik | |           |
| Fritz-Georg Voigt | Verlagsleiter | für beispielhafte verlegerisch-schöpferische Leistungen bei der Entwicklung und Herausgabe von Editionen der sozialistischen deutschen Nationalliteratur unter Einbeziehung des progressiven humanistischen Erbes der deutschen Klassik | |           |
| Ruth Glatzer | Cheflektor | für beispielhafte verlegerisch-schöpferische Leistungen bei der Entwicklung und Herausgabe von Editionen der sozialistischen deutschen Nationalliteratur unter Einbeziehung des progressiven humanistischen Erbes der deutschen Klassik | |           |
| Peter Goldammer | Leiter des Lektorats Deutsches Erbe                                                                                                | für beispielhafte verlegerisch-schöpferische Leistungen bei der Entwicklung und Herausgabe von Editionen der sozialistischen deutschen Nationalliteratur unter Einbeziehung des progressiven humanistischen Erbes der deutschen Klassik | |           |
| Günter Caspar | Leiter des Lektorats Zeitgenössische deutschsprachige Literatur                                                                    | für beispielhafte verlegerisch-schöpferische Leistungen bei der Entwicklung und Herausgabe von Editionen der sozialistischen deutschen Nationalliteratur unter Einbeziehung des progressiven humanistischen Erbes der deutschen Klassik | |           |
| Herbert Greiner-Mai | Verantwortlicher Lektor im Lektorat Deutsches Erbe                                                                                 | für beispielhafte verlegerisch-schöpferische Leistungen bei der Entwicklung und Herausgabe von Editionen der sozialistischen deutschen Nationalliteratur unter Einbeziehung des progressiven humanistischen Erbes der deutschen Klassik | |           |
| Gotthard Erler | Verantwortlicher Lektor im Lektorat Deutsches Erbe                                                                                 | für beispielhafte verlegerisch-schöpferische Leistungen bei der Entwicklung und Herausgabe von Editionen der sozialistischen deutschen Nationalliteratur unter Einbeziehung des progressiven humanistischen Erbes der deutschen Klassik | |           |
| Hans Berger | Konservator des Instituts für Denkmalpflege, Arbeitsstelle Halle                                                                   | für seine großen Verdienste um die Erhaltung, Restaurierung und gesellschaftliche Erschließung bedeutender Denkmale unseres humanistischen Kulturerbes                                                                                  | |           |
| Kurt Böwe | Schauspieler am Landestheater Halle                                                                                                | für seine darstellerischen Leistungen bei der Gestaltung klassischer und sozialistischer Dramatik | |           |
| Günther Brendel | Leiter der Sektion Bau- und Bildkunst an der Kunsthochschule Berlin                                                                | für seine künstlerische Darstellung der Arbeiterpersönlichkeit im Gruppenbild | |           |
| Ernst Jazdzewski | Dozent für Pressezeichnen an der Kunsthochschule Berlin                                                                            | für seine besonderen Verdienste um die Entwicklung der proletarischen revolutionären und sozialistischen Pressezeichnung | |           |
| Günter Kootz | Professor für Klavier an der Hochschule für Musik Leipzig                                                                          | für seine künstlerischen Leistungen als Konzertpianist | |           |
| Paul Michaelis | Leiter der Abteilung Malerei und Grafik an der Hochschule für bildende Künste Dresden                                              | für seine großen Leistungen zur künstlerischen Gestaltung des sozialistischen Menschenbildes | |           |
| Helmut Preißler | Lyriker | in Anerkennung seiner bedeutenden Leistungen als Lyriker sowie für sein kulturpolitisches Wirken | |           |
| 1972 ↑ | Uwe Berger | Schriftsteller | für seine bedeutenden Leistungen als Lyriker sowie für seine gesamte literarische und kulturpolitische Tätigkeit                                                                                           |           |
| 1972 ↑ | Egon Günther | Filmregisseur | für seine Leistungen als Regisseur in Film und Fernsehen |           |
| 1972 ↑ | Rainer Kerndl | Schriftsteller | für sein Schaffen als Dramatiker, Fernsehautor und Theaterkritiker, insbesondere für seine Theaterstücke, die einen bedeutsamen Anteil an der Entwicklung unserer sozialistischen Gegenwartsdramatik haben |           |
| 1972 ↑ | Gerhard Kettner | Rektor der Hochschule für bildende Künste Dresden | für beispielgebende Leistungen im grafischen Schaffen, für die künstlerische Gestaltung sozialistischer Ideen in seinen Werken                                                                             |           |
| 1972 ↑ | Siegfried Matthus | Komponist | für sein bedeutendes kompositorisches Schaffen auf dem Gebiet des Liedes, der Kammermusik, der Sinfonik und Oper                                                                                           |           |
| 1972 ↑ | Manfred Scherzer | 1. Konzertmeister der Komischen Oper Berlin | für seine bedeutenden Leistungen als Violinsolist und Konzertmeister der Komischen Oper Berlin |           |
| 1972 ↑ | Tom Schilling | Chefchoreograph und künstlerischer Leiter des Tanztheater-Ensembles der Komischen Oper Berlin | für seine schöpferischen Leistungen als Choreograph und in Würdigung seiner beispielgebenden Inszenierungen bedeutender zeitgenössischer Ballettwerke                                                      |           |
| 1972 ↑ | Gerhard Thieme | Bildhauer | für seine künstlerischen Leistungen zur Entwicklung der sozialistisch-realistischen Plastik in der DDR |           |
| 1972 ↑ | Siegfried Vogel | Opernsänger an der Deutschen Staatsoper Berlin | für seine künstlerischen Leistungen als Sänger und Interpret zahlreicher bedeutender Rollen und Gesangspartien, insbesondere des sozialistischen Opernschaffens                                            |           |
| 1972 ↑ | Liselotte Welskopf-Henrich | Schriftstellerin | für ihr bedeutendes literarisches Gesamtwerk |           |
| 1972 ↑ | Arnd Wittig | Bildhauer | für seine beispielhafte künstlerische Leistung bei der Gestaltung des Denkmals für den gemeinsamen Kampf der polnischen Soldaten und deutschen Antifaschisten                                              |           |
| 1973 ↑ | | | |           |
| Kollektiv hervorragender Übersetzer aus der russischen und sowjetischen Literatur                                             | Kollektiv hervorragender Übersetzer aus der russischen und sowjetischen Literatur                                                  | für seine Tätigkeit bei der Übersetzung und Verbreitung der russischen und sowjetischen Literatur in der Deutschen Demokratischen Republik                                                                                              | |           |
| Lieselotte Remané | Übersetzerin | für seine Tätigkeit bei der Übersetzung und Verbreitung der russischen und sowjetischen Literatur in der Deutschen Demokratischen Republik                                                                                              | |           |
| Günther Stein | Schriftsteller und Übersetzer | für seine Tätigkeit bei der Übersetzung und Verbreitung der russischen und sowjetischen Literatur in der Deutschen Demokratischen Republik                                                                                              | |           |
| Traute Stein | Lehrerin und Übersetzerin | für seine Tätigkeit bei der Übersetzung und Verbreitung der russischen und sowjetischen Literatur in der Deutschen Demokratischen Republik                                                                                              | |           |
| Kollektiv des städtebaulichen Entwurfes und der architektonischen Gestaltung der Wohngebiete im zentralen Bereich von Cottbus | Kollektiv des städtebaulichen Entwurfes und der architektonischen Gestaltung der Wohngebiete im zentralen Bereich von Cottbus      | für seine Leistungen bei der Synthese von Neu- und Altbausubstanz der Wohngebiete im zentralen Bereich von Cottbus | |           |
| Werner Fichte | Stellvertretender Chefarchitekt im VE Wohnungsbaukombinat Cottbus                                                                  | für seine Leistungen bei der Synthese von Neu- und Altbausubstanz der Wohngebiete im zentralen Bereich von Cottbus | |           |
| Gerhard Guder | Chefarchitekt im VE Wohnungsbaukombinat Cottbus                                                                                    | für seine Leistungen bei der Synthese von Neu- und Altbausubstanz der Wohngebiete im zentralen Bereich von Cottbus | |           |
| Gerhart Müller | Stadtarchitekt beim Rat der Stadt Cottbus                                                                                          | für seine Leistungen bei der Synthese von Neu- und Altbausubstanz der Wohngebiete im zentralen Bereich von Cottbus | |           |
| Kurt David | Schriftsteller | für sein literarisches Werk, insbesondere für seine Kinder- und Jugendbücher | |           |
| Joachim Jastram | Bildhauer | für seine Verdienste bei der Entwicklung der Bildhauerkunst in der DDR | |           |
| Theodor Rosenhauer | Maler | für sein künstlerisches Lebenswerk | |           |
| Gisela Schröter | Kammersängerin an der Deutschen Staatsoper Berlin                                                                                  | In Würdigung ihrer Leistungen als Opernsängerin | |           |
| Ulrich Thein | Regisseur und Autor | für seine Leistungen als Regisseur und Autor des Fernsehens der DDR | |           |
| 1974 ↑ | | | |           |
| Kollektiv „Städtebaulich-architektonische Gestaltung des Wohnungsbaues Erfurt“                                                | Kollektiv „Städtebaulich-architektonische Gestaltung des Wohnungsbaues Erfurt“                                                     | für die Leistungen bei der städtebaulichen und architektonischen Entwicklung des komplexen Wohnungsbaues im Bezirk Erfurt | |           |
| Günter Andres | Hauptingenieur und Technischer Leiter im Projektierungsbereich Erfurt I                                                            | für die Leistungen bei der städtebaulichen und architektonischen Entwicklung des komplexen Wohnungsbaues im Bezirk Erfurt | |           |
| Erich Göbel | Chefarchitekt im VE Wohnungsbaukombinat Erfurt                                                                                     | für die Leistungen bei der städtebaulichen und architektonischen Entwicklung des komplexen Wohnungsbaues im Bezirk Erfurt | |           |
| Ewald Henn | Bezirksarchitekt beim Rat des Bezirkes Erfurt                                                                                      | für die Leistungen bei der städtebaulichen und architektonischen Entwicklung des komplexen Wohnungsbaues im Bezirk Erfurt | |           |
| Walter Nitsch | Stadtarchitekt beim Rat der Stadt Erfurt                                                                                           | für die Leistungen bei der städtebaulichen und architektonischen Entwicklung des komplexen Wohnungsbaues im Bezirk Erfurt | |           |
| Werner Roth | Bezirksbaudirektor beim Rat des Bezirkes Erfurt                                                                                    | für die Leistungen bei der städtebaulichen und architektonischen Entwicklung des komplexen Wohnungsbaues im Bezirk Erfurt | |           |
| Joachim Stahr | Ordentlicher Professor und Direktor der Sektion Architektur an der Hochschule für Architektur und Bauwesen Weimar                  | für die Leistungen bei der städtebaulichen und architektonischen Entwicklung des komplexen Wohnungsbaues im Bezirk Erfurt | |           |
| Schöpferkollektiv heiterer Fernsehfilme                                                                                       | Schöpferkollektiv heiterer Fernsehfilme                                                                                            | für die bisherigen literarisch-künstlerischen Leistungen auf dem Gebiet der Gegenwartsdramatik | |           |
| Klaus Gendries | Regisseur des Fernsehens der DDR                                                                                                   | für die bisherigen literarisch-künstlerischen Leistungen auf dem Gebiet der Gegenwartsdramatik | |           |
| Hermann Rodigast | Autor und Dramaturg des Fernsehens der DDR                                                                                         | für die bisherigen literarisch-künstlerischen Leistungen auf dem Gebiet der Gegenwartsdramatik | |           |
| Erik Siegfried Klein | Schauspieler | für seine schauspielerischen Leistungen | |           |
| Gerhard Lichtenfeld | Professor an der Hochschule für industrielle Formgestaltung Halle, Burg Giebichenstein,                                            | für seinen hervorragenden Beitrag zur Entwicklung der sozialistischen Bildhauerkunst | |           |
| Monika Lubitz-Neupauer | Primaballerina an der Deutschen Staatsoper Berlin                                                                                  | in Anerkennung ihrer künstlerischen Leistungen als Primaballerina | |           |
| Brigitte Nickel | Regisseurin im DEFA-Studio für Kurzfilme                                                                                           | für ihre Dokumentarfilme im Geiste des sozialistischen Internationalismus | |           |
| Andreas Reinhardt | Bühnenbildner am Berliner Ensemble                                                                                                 | in Anerkennung seiner künstlerischen Leistungen als Ausstatter und Bühnenbildner des Theaters | |           |
| Frank Schöbel | Schlagersänger | für seine Leistungen als Interpret auf dem Gebiet der Tanzmusik | |           |
| Siegfried Stöckigt | Professor für Klavierspiel und Konzertpianist                                                                                      | für seine künstlerischen Leistungen als Konzertpianist | |           |
| Anna Tomowa-Sintow | Kammersängerin an der Deutschen Staatsoper Berlin (Bürgerin der VR Bulgarien)                                                      | in Anerkennung ihrer künstlerischen Leistungen als Sängerin | |           |
| Horst Erich Wolter | Buchgestalter | für seine Verdienste um die Erhaltung der besten Traditionen der Buchgestaltung und um die Entwicklung der Buchkunst | |           |
| 1975 ↑ | | | |           |
| Kollektiv der Künstlerischen Entwicklung im VEB Staatliche Porzellanmanufaktur Meißen                                         | Kollektiv der Künstlerischen Entwicklung im VEB Staatliche Porzellanmanufaktur Meißen                                              | für seinen Anteil an der Bewahrung der traditionsreichen Meißner Porzellankunst und deren schöpferischer Weiterentwicklung | |           |
| Volkmar Bretschneider | Fruchtmaler/Blumenmaler | für seinen Anteil an der Bewahrung der traditionsreichen Meißner Porzellankunst und deren schöpferischer Weiterentwicklung | |           |
| Rudi Stolle | Porzellanmaler | für seinen Anteil an der Bewahrung der traditionsreichen Meißner Porzellankunst und deren schöpferischer Weiterentwicklung | |           |
| Peter Strang | Plastiker | für seinen Anteil an der Bewahrung der traditionsreichen Meißner Porzellankunst und deren schöpferischer Weiterentwicklung | |           |
| Heinz Werner | Dekorgestalter | für seinen Anteil an der Bewahrung der traditionsreichen Meißner Porzellankunst und deren schöpferischer Weiterentwicklung | |           |
| Ludwig Zepner | Leiter für Künstlerische Entwicklung                                                                                               | für seinen Anteil an der Bewahrung der traditionsreichen Meißner Porzellankunst und deren schöpferischer Weiterentwicklung | |           |
| Eberhard Büchner | Kammersänger an der Deutschen Staatsoper Berlin                                                                                    | in Anerkennung seiner Leistungen als Konzert- und Opernsänger | |           |
| Agnes Kraus | Schauspielerin am Berliner Ensemble                                                                                                | in Anerkennung ihrer künstlerischen Leistungen als Schauspielerin | |           |
| Rainer Kunad | Komponist, Ordentliches Mitglied der Akademie der Künste der DDR                                                                   | für seine kompositorischen Leistungen, insbesondere auf dem Gebiet der Musikdramatik | |           |
| Harry Kupfer | Operndirektor und Chefregisseur der Staatstheater Dresden                                                                          | in Anerkennung seiner Verdienste als Regisseur | |           |
| Isabella Nawe | Kammersängerin an der Deutschen Staatsoper Berlin (Staatsbürgerin der VRP)                                                         | in Anerkennung ihrer Leistungen als Opernsängerin | |           |
| Herbert Prüget | Gebrauchsgrafiker | für seine Leistungen in der Typographie und der angewandten Grafik | |           |
| Heinz Rögner | Generalmusikdirektor, Chefdirigent des Rundfunk-Sinfonieorchesters und des Rundfunkchores Berlin                                   | für seine Leistungen als Dirigent | |           |
| Wolfgang E. Struck | Direktor des Friedrichstadt-Palastes                                                                                               | für seinen Beitrag zur Entwicklung der Unterhaltungskunst | |           |
| Ruth Zechlin | Professor für Komposition an der Hochschule für Musik „Hanns Eisler“ Berlin, Ordentliches Mitglied der Akademie der Künste der DDR | für ihre kompositorischen Leistungen | |           |
| Udo Zimmermann | Komponist | für seine kompositorischen Leistungen, insbesondere auf dem Gebiet des Opernschaffens | |           |
| 1976 ↑ | | | |           |
| Gesangsduo Hauff/Henkler | Gesangsduo Hauff/Henkler | in Würdigung ihrer Leistungen bei der Entwicklung der Unterhaltungskunst | |           |
| Monika Hauff | Sängerin | in Würdigung ihrer Leistungen bei der Entwicklung der Unterhaltungskunst | |           |
| Klaus-Dieter Henkler | Sänger | in Würdigung ihrer Leistungen bei der Entwicklung der Unterhaltungskunst | |           |
| Celestina Casapietra-Kegel | Kammersängerin an der Deutschen Staatsoper Berlin                                                                                  | In Würdigung ihrer künstlerischen Leistungen | |           |
| Wieland Förster | Bildhauer, Ordentliches Mitglied der Akademie der Künste der DDR                                                                   | für seinen Beitrag an der Entwicklung der sozialistisch-realistischen Bildhauerkunst | |           |
| Siegfried Kurz | geschäftsführender Generalmusikdirektor der Staatstheater Dresden                                                                  | für seine kompositorischen Leistungen und seine Verdienste als Dirigent | |           |
| Walter Richter-Reinick | Schauspieler beim Fernsehen der DDR                                                                                                | für seine schauspielerischen Leistungen | |           |
| Walter Schiller | Professor für Typografie an der Hochschule für Grafik und Buchkunst Leipzig                                                        | für seine Leistungen in der Typografie und angewandten Grafik | |           |
| Wilfried Werz | Ausstattungsleiter an der Deutschen Staatsoper Berlin                                                                              | in Anerkennung seiner Leistungen als Bühnenbildner und Ausstatter | |           |
| 1977 ↑ | | | |           |
| Kollektiv „Städtebaulich-architektonische Planung und Gestaltung des Fußgängerbereichs Klement-Gottwald-Straße“ Halle         | Kollektiv „Städtebaulich-architektonische Planung und Gestaltung des Fußgängerbereichs Klement-Gottwald-Straße“ Halle              | für seinen Beitrag zur städtebaulich-architektonischen Gestaltung in Halle | |           |
| Gerhard Knespel | | für seinen Beitrag zur städtebaulich-architektonischen Gestaltung in Halle | |           |
| Gerhard Kröber | | für seinen Beitrag zur städtebaulich-architektonischen Gestaltung in Halle | |           |
| Manfred Nitzer | | für seinen Beitrag zur städtebaulich-architektonischen Gestaltung in Halle | |           |
| Karl Voigt | | für seinen Beitrag zur städtebaulich-architektonischen Gestaltung in Halle | |           |
| Horst Weber | | für seinen Beitrag zur städtebaulich-architektonischen Gestaltung in Halle | |           |
| Gerhard Baumann | Generalmusikdirektor, Leiter des Zentralen Orchesters der Nationalen Volksarmee                                                    | für seine Verdienste bei der Entwicklung einer neuen, sozialistischen Militärmusik | |           |
| Walter Eichenberg | Chefdirigent des Rundfunk-Tanzorchesters Leipzig                                                                                   | für seine Verdienste bei der Entwicklung der Tanzmusik in der DDR | |           |
| Karl Gass | Regisseur beim VEB DEFA-Studio für Dokumentarfilme Potsdam-Babelsberg                                                              | in Würdigung seiner Leistungen als sozialistischer Filmdokumentarist | |           |
| Günther Herbig | Generalmusikdirektor, Chefdirigent des Berliner Sinfonie-Orchesters                                                                | für hervorragende Interpretationen des Erbes und des Gegenwartsschaffens | |           |
| Eduard Klein | Schriftsteller | in Würdigung seiner Leistungen für die sozialistisch-realistische Literatur | |           |
| Dietrich Körner | Schauspieler am Deutschen Theater Berlin                                                                                           | für seine hervorragenden schauspielerischen Leistungen | |           |
| Harald Metzkes | Maler und Grafiker | für seinen Beitrag an der Entwicklung der sozialistisch-realistischen Zeichnung und Grafik | |           |
| Irmtraud Morgner | Schriftstellerin | für ihren Beitrag zur Entwicklung der sozialistisch-realistischen Prosaliteratur | |           |
| Gisela Walther | Ballettmeisterin und Choreographin am Friedrichstadt-Palast                                                                        | für ihre Verdienste als Leiterin des Ballettensembles am Friedrichstadt-Palast | |           |
| Lothar Warnecke | Regisseur im VEB DEFA-Studio für Spielfilme Potsdam-Babelsberg                                                                     | für seine Leistungen bei der Gestaltung sozialistischer Persönlichkeiten in Gegenwartsfilmen der DEFA | |           |
| Reinhart Zimmermann | Ausstattungsleiter und Bühnenbildner an der Komischen Oper Berlin                                                                  | für seinen bedeutenden Beitrag zur Entwicklung der Bühnenbildkunst in der DDR | |           |
| 1978 ↑ | | | |           |
| Kollektiv „Wohnungsneubaugebiet Magdeburg-Neustädter See“                                                                     | Kollektiv „Wohnungsneubaugebiet Magdeburg-Neustädter See“                                                                          | für die hohe Qualität der städtebaulich-architektonischen Gestaltung des Wohnungsneubaugebietes Magdeburg-Neustädter See | |           |
| Horst Heinemann | | für die hohe Qualität der städtebaulich-architektonischen Gestaltung des Wohnungsneubaugebietes Magdeburg-Neustädter See | |           |
| Hanspeter Kirsch | | für die hohe Qualität der städtebaulich-architektonischen Gestaltung des Wohnungsneubaugebietes Magdeburg-Neustädter See | |           |
| Wolfgang Lucas | | für die hohe Qualität der städtebaulich-architektonischen Gestaltung des Wohnungsneubaugebietes Magdeburg-Neustädter See | |           |
| Manfred Radisch | | für die hohe Qualität der städtebaulich-architektonischen Gestaltung des Wohnungsneubaugebietes Magdeburg-Neustädter See | |           |
| Johannes Schroth | | für die hohe Qualität der städtebaulich-architektonischen Gestaltung des Wohnungsneubaugebietes Magdeburg-Neustädter See | |           |
| Christel Ungewitter | | für die hohe Qualität der städtebaulich-architektonischen Gestaltung des Wohnungsneubaugebietes Magdeburg-Neustädter See | |           |
| Bernd Dreyer | Meistertänzer, Erster Solotänzer an der Deutschen Staatsoper Berlin                                                                | für seine künstlerische Arbeit als Ballettsolist und seinen Beitrag zur erfolgreichen Entwicklung der Ballettkunst | |           |
| Dieter Franke | Schauspieler am Deutschen Theater Berlin                                                                                           | für seine darstellerischen Leistungen | |           |
| Rudolf Grüttner | Gebrauchsgrafiker, Dozent an der Kunsthochschule Berlin-Weißensee                                                                  | für seinen bedeutenden Anteil an der Entwicklung der Gebrauchsgrafik | |           |
| Ludwig Güttler | Kammervirtuos, Erster Solotrompeter der Dresdner Philharmonie                                                                      | für seine solistischen Leistungen als Trompeter | |           |
| Fritz Hübner | Kammersänger an der Deutschen Staatsoper Berlin                                                                                    | für seine gesanglichen und darstellerischen Leistungen | |           |
| Uwe Kant | Schriftsteller | für sein bisheriges literarisches Gesamtwerk | |           |
| Peter Rösel | Konzertpianist des Gewandhausorchesters Leipzig                                                                                    | für seine Leistungen als Konzertpianist | |           |
| Albin Schaedel | Kunsthandwerker und Glasgestalter                                                                                                  | für seinen Beitrag zur Entwicklung künstlerischer Glasgestaltung | |           |
| 1979 ↑ | | | |           |
| Kollektiv von Förderern der Singebewegung                                                                                     | Kollektiv von Förderern der Singebewegung                                                                                          | für seinen bedeutenden Anteil bei der erfolgreichen Entwicklung und Förderung der FDJ-Singebewegung | |           |
| Perry Friedman | | für seinen bedeutenden Anteil bei der erfolgreichen Entwicklung und Förderung der FDJ-Singebewegung | |           |
| Wolfram Heicking | | für seinen bedeutenden Anteil bei der erfolgreichen Entwicklung und Förderung der FDJ-Singebewegung | |           |
| Fred Krüger | | für seinen bedeutenden Anteil bei der erfolgreichen Entwicklung und Förderung der FDJ-Singebewegung | |           |
| Gisela Steineckert | | für seinen bedeutenden Anteil bei der erfolgreichen Entwicklung und Förderung der FDJ-Singebewegung | |           |
| Herbert Collum | Organist an der Kreuzkirche zu Dresden und Dozent für Cembalo an der Hochschule für Musik „Carl Maria von Weber“ Dresden           | in Würdigung seiner Leistungen als Organist und seiner Verdienste bei der Entwicklung der sozialistischen Musikkultur | |           |
| Peter Damm | Kammervirtuos, Solohornist in der Staatskapelle Dresden                                                                            | für seine hervorragenden Leistungen als Solohornist | |           |
| Wolfgang Dehler | Schauspieler an den Staatstheatern Dresden                                                                                         | für seine großen darstellerischen Leistungen in Theater, Film, Fernsehen und Funk | |           |
| Rosemarie Ehm-Schulz | Ballettdirektorin des Staatlichen Folklore-Ensembles der DDR                                                                       | für ihr künstlerisches Gesamtschaffen als Ballettdirektorin und Choreographin | |           |
| Elsa Grube-Deister | Schauspielerin am Deutschen Theater Berlin                                                                                         | für ihr schauspielerisches Gesamtschaffen, insbesondere die realistische Darstellung volkstümlicher Frauengestalten in Theater, Film, Fernsehen und Funk                                                                                | |           |
| Claus Hammel | künstlerisch-wissenschaftlicher Mitarbeiter des Generalintendanten am Volkstheater Rostock                                         | für sein dramatisches Gesamtschaffen, die sozialistisch-realistische Gestaltung revolutionärer Entwicklungsprozesse des realen Sozialismus                                                                                              | |           |
| Susanne Kandt-Horn | Malerin und Grafikerin | für ihren Anteil an der Gestaltung des Menschenbildes in der Malerei | |           |
| Olaf Koch | Generalmusikdirektor, Chefdirigent und Leiter der Philharmonie Halle                                                               | für seine Verdienste als Dirigent und Orchestererzieher | |           |
| Siegfried Köhler | Rektor der Hochschule für Musik „Carl Maria von Weber“ Dresden                                                                     | in Würdigung seines kompositorischen Schaffens | |           |
| Jochen Lohse | Regisseur | für seine Verdienste bei der künstlerischen Gestaltung von Großveranstaltungen der Freien Deutschen Jugend, insbesondere des Nationalen Jugendfestivals der DDR                                                                         | |           |
| Guido Masanetz | Komponist | für sein kompositorisches Schaffen auf dem Gebiet des heiteren Musiktheaters | |           |
| Willi Meinck | Schriftsteller | für sein gesamtes schriftstellerisches Werk, insbesondere für seine Kinder- und Jugendbücher, die einen wesentlichen künstlerischen Beitrag zur sozialistischen Erziehung darstellen                                                    | |           |
| Gerhard-Kurt Müller | Maler und Grafiker | für seinen bedeutenden Beitrag zur Darstellung geschichtlicher Themen in der Historienmalerei | |           |
| Günter Neumann | Kammersänger an der Komischen Oper Berlin                                                                                          | für seinen überragenden gesanglichen und darstellerischen Beitrag zur Entwicklung eines realistischen Musiktheaters | |           |
| Karlgerhard Seher | Regisseur beim Fernsehen der DDR                                                                                                   | für seine hervorragenden und langjährigen Verdienste bei der Profilierung massenwirksamer Sendungen der sozialistischen Unterhaltungskunst im Fernsehen der DDR                                                                         | |           |
| Christine Stromberg | Kostümbildnerin, Leiterin der Kostümwerkstätten der Deutschen Staatsoper Berlin                                                    | für ihr Gesamtschaffen als bedeutende Kostümbildnerin | |           |
| Wilhelm Tkaczyk | Schriftsteller | für sein lyrisches Gesamtschaffen, das einen wesentlichen Beitrag zur Herausbildung der sozialistischen Nationalkultur der DDR darstellt                                                                                                | |           |

## Preissummen
| Jahr   | Preissumme in Mark |
| ------ | ------------------ |
| 1970   | 275.000            |
| 1971   | 200.000            |
| 1972   | 275.000            |
| 1973   | 175.000            |
| 1974   | 275.000            |
| 1975   | 275.000            |
| 1976   | 175.000            |
| 1977   | 300.000            |
| 1978   | 225.000            |
| 1979   | 450.000            |
| Gesamt | 2.625.000          |